# Lea Karen Gramsdorff
Lea Karen Gramsdorff (* 7. März 1974 in Lecco) ist eine italienisch-deutsche Schauspielerin.

## Biographie
Lea Karen Gramsdorff wurde in Lecco als Tochter deutscher Eltern geboren.
Sie studierte von 1994 bis 1996 Schauspiel am Centro Sperimentale di Cinematografia (Nationale Filmschule) in Rom und wirkte in dieser Zeit auch in mehreren Kurzfilmen unter der Regie von Salvatore Mereu und Carmelo Bonvissuto mit. Von 1996 bis 1999 besuchte sie die „School After Theatre“, wo sie unter der Leitung des russischen Regisseurs und Theaterpädagogen Jurij Alschitz einen Masterabschluss erreichte.
Ihr Filmschauspielerdebüt gab sie in Ettore Scolas Film La cena (1998), in dem sie die Rolle der Tochter von Stefania Sandrelli spielte. Mittlerweile spielte sie in verschiedenen Fernsehdramen. 
Im Jahr 2001 zog sie von Rom nach Cagliari, wo sie ihre Leidenschaft für die Malerei entdeckte: Sie nahm an mehreren Gruppenausstellungen in privaten Galerien und Museen teil, dann veranstaltete sie 2005 ihre erste Einzelausstellung mit dem Titel Per Luglio Kaputt, gefolgt von Casi e Isolati (2008), Dal Nulla (2010), Exodus (2013/2019), Se fossi qui. Lettere d'amore dai porti di mare (2015), Lexikon (2017), Lebenslauf. Come d'autunno, l'autunno (2020).
Gleichzeitig verfolgt sie weiterhin ihre Schauspielkarriere, teilt ihre Zeit zwischen Film- und Fernsehprojekten auf und arbeitet mit der Theaterkompanie Akròama in Cagliari.

## Theater
- La porta del sangue (Die Tür des Blutes), von Angelo Gaccione, Regie: Mario Montagna (1994)
- Drei Schwestern, von Anton Tschechow, Regie: Jurij Alschitz
- Bernarda Albas Haus, von Federico García Lorca, Regie: Collettivo Protei (1995)
- Der König stirbt, von Eugène Ionesco, Regie: Gianpiero Borgia (1996)
- Blick zurück im Zorn, von John Osborne, Regie: Walter Le Moli (1999)[8]
- Autoritratto in faccia al sole (Selbstporträt mit Blick zur Sonne), von Vincent van Gogh, adaptiert von Simone Dulcis, Regie: Andrea Meloni und Lea Karen Gramsdorff (2008)[9]
- Nella vita segreta – vicino al cuore selvaggio (Im geheimen Leben – Nah am wilden Herzen), Text und Regie: Pierfranco Zappareddu (2009)
- A|B Passeggiata (A|B Spaziergang), von Lea Karen Gramsdorff, Regie: Stefanie Tost (2009)
- Das Geschöpf, von Henrik Ibsen, Regie: Lelio Lecis (2009)
- Alice im Wunderland, von Lewis Carroll, Regie: Elisabetta Podda (2010)
- Angeli morti (Tote Engel), Text und Regie: Lelio Lecis (2010)
- Come vent'anni fa (Wie vor zwanzig Jahren), Text und Regie: Lelio Lecis (2011)
- Glückliche Tage, von Samuel Beckett, Regie: Lelio Lecis (2012)[10]
- Lo scambio (Der Austausch), Text und Regie: Senio G.B. Dattena (2013)[11]
- Badanti, Text und Regie: Elisabetta Podda (2013)
- La terza onda (Die dritte Welle), adaptiert und inszeniert von Lea Karen Gramsdorff (2014)[12]
- Medea. Geschichte einer Scheidung, adaptiert und inszeniert von Lea Karen Gramsdorff (2016)[13]
- Macbeth on the road, Regie: Lelio Lecis (2017)
- Der Liebhaber, von Harold Pinter, Regie: Lelio Lecis (2017)[14]
- Il sacco umano (Der Menschensack), Dramaturgie und Regie von Lea Karen Gramsdorff (2018)[15]
- Orestie von Äschylus, Regie: Valentino Mannias (2021)[16]
- Due colori esistono al mondo, il verde è il secondo (Es gibt zwei Farben auf der Welt, Grün ist die zweite), von Sergio Atzeni (2021)[17]

## Filmografie

### Kino
- Di cielo in cielo (Von Himmel zu Himmel), Regie: Roberto Giannarelli (1997)
- La cena (Das Abendessen), Regie: Ettore Scola (1998)
- Ferdinand und Carolina, Regie: Lina Wertmüller (1999)
- Diapason, Regie: Antonio Domenici (2001)
- Diario di Matilde Manzoni (Das Tagebuch der Matilde Manzoni), Regie: Lino Capolicchio (2002)
- Pontormo, Regie: Giovanni Fago (2003)
- Il segreto del successo (Das Geheimnis des Erfolgs), Regie: Massimo Martelli (2003)
- Mathilde, Regie: Nina Mimica (2004)
- Per non dimenticarti (Damit wir dich nicht vergessen), Regie: Mariantonia Avati (2006)
- Tutto torna (Alles kommt zurück), Regie: Enrico Pitzianti (2008)
- Venti anni (Zwanzig Jahre), Regie: Giovanna Gagliardo (2012)[18]
- Happy Days Motel, Regie: Francesca Staasch (2013)[19]
- L'uomo con la lanterna (Der Mann mit der Laterne), Regie: Francesca Lixi (2018)
- Here After, Regie: Robert Salerno (2024)
- L'infinito (Das Unendliche), Regie: Umberto Contarello (2025)[20]

### Fernsehen
- Avvocato Porta, Regie: Franco Giraldi – Fernsehserie (1997)
- Ama il tuo nemico (Liebe deinen Feind), Regie: Damiano Damiani – TV-Miniserie (1999)
- Pepe Carvalho, Regie: Franco Giraldi – Fernsehserie, Folge „Gegen Abend wurde der Mittelstürmer ermordet“ (1999)
- L'ispettore Giusti, Regie: Sergio Martino – Fernsehserie (1999)
- La stanza della fotografia, Regie: Antonio Bonifacio – Fernsehfilm (2000)
- Distretto di polizia, Regie: Renato De Maria – Fernsehserie, Folge 1x10 (2000)
- Turbo, Regie: Antonio Bonifacio – Fernsehserie, Folge Die Spur des Verbrechens (2001)
- Cuore contro cuore, Regie: Riccardo Mosca – Fernsehserie, Folge Die Sekte (2004)
- Incantesimo – Fernsehserie, Folge 8x08 (2005)
- Nati ieri, Regie: Paolo Genovese und Luca Miniero – Fernsehserie (2006)
- Carabinieri 6, Regie: Sergio Martino – Fernsehserie (2007)
- Medicina generale, Regie: Luca Ribuoli – Fernsehserie (2008)
- Einstein, Regie: Liliana Cavani – TV-Miniserie (2008)
- Don Matteo 8, Regie: Giulio Base – Fernsehserie, Folge 8x04 (2011)
- Die Bergpolizei – Ganz nah am Himmel, Regie: Salvatore Basile – Fernsehserie, Folge 2x14 (2012)
- Una buona stagione, Regie: Gianni Lepre – TV-Miniserie (2014)
- Catturandi - Nel nome del padre, Regie: Fabrizio Costa – Fernsehserie (2016)
- The Young Pope, Regie: Paolo Sorrentino – Fernsehserie, Folge 1x08 (2016)

### Kurzfilme
- Notte rumena (Rumänische Nacht), Regie: Salvatore Mereu (1995)
- Altra sonata a Kreutzer (Eine weitere Kreutzersonate), Regie: Carmelo Bonvissuto (1995)
- I giardini della memoria (Die Gärten der Erinnerung), Regie: Alessandro Caruso (1999)
- Libera me (Befreie mich), Regie: Jérôme Bellavista Caltagirone (1999)
- L'isola di Zelda (Die Insel von Zelda), Regie: Anna Wasch (2004)
- La cura (Die Heilung), Regie: Tomaso Mannoni (2007)
- Viaggio in Barbagia (Reise nach Barbagia), Regie: Francesco Casu (2009)
- Enfasi mistica di un amore oscuro (Mystische Betonung einer dunklen Liebe), Regie: Gianluca Morini (2012)
- Il nostro concerto (Unser Konzert), Regie: Francesco Piras (2018)[21] – Preis für die beste Schauspielerin beim Formia Film Festival[22]